# Список станцій Єкатеринбурзького метрополітену
Це список станцій Єкатеринбурзького метрополітену — єдиної лінії метрополітену в Єкатеринбурзі (Росія). Шостий метрополітен в Росії.

## Діюча лінія та станції
Експлуатаційна довжина тунелів становить 12,7 км, на лінії 9 станцій, час руху від першої до останньої станції — 19 хвилин.
| Станція                | Дата відкриття         | Тип та виходи | Особливості                                                                         | Вид станції |
| ---------------------- | ---------------------- | --- | ----------------------------------------------------------------------------------- | ----------- |
| «Проспект Космонавтів» | 27 квітня 1991 року    | Колонна трипрогінна мілкого закладення. Вихід до вулиці Фрезерувальників, Ільїча та проспект Космонавтів                                                                                   | Є з'їзд у депо та тупик для обороту потягів                                         |             |
| «Уралмаш»              | 27 квітня 1991 року    | Односклепінна мілкого закладення. Вихід до вулиці Машинобудівників, Баумана, Краснофлотівців і проспект Космонавтів, а також ККТ «Заря»                                                    | пересадка на експрес до ТЦ Карнавал                                                 |             |
| «Машинобудівників»     | 27 квітня 1991 року    | Колонна трипрогінна мілкого закладення. Вихід до вулиці Фронтових бригад і проспект Космонавтів, а також Педагогічний університет                                                          |                                                                                     |             |
| «Уральська»            | 22 грудня 1992 року    | Пілонна трисклепінна глибокого закладення. Вихід до вулиці Челюскінців, Стрілочників, Завокзальна та Європейська, а також до Привокзальної площі та залізничного вокзалу                   | Вихід до залізничного вокзалу, міський електропотяг, аероекспреси до Кольцово       |             |
| «Динамо»               | 22 грудня 1994 року    | Односклепінна глибокого закладення. Вихід до вулиці Ніконова, Лєрмонтова, а також Палац ігрових видів спорту і ККТ «Космос»                                                                |                                                                                     |             |
| «Площа 1905 року»      | 22 грудня 1994 року    | Пілонна трисклепінна глибокого закладення. Вихід до вулиці 8 Березня, Малишева, Вайнера, Банківський провулок і проспект Леніна, а також площа 1905 року, Великий Златоуст і Театр естради | Є тупик для оборота потягів, у майбутньому пересадка на другу лінію                 |             |
| «Геологічна»           | 30 грудня 2002 року    | Односклепінна глибокого закладення. Вихід до вулиці 8 Березня, Куйбишева, а також Єкатеринбурзький цирк ім. Філатова та УрДЕУ                                                              | Є з'їзд для обороту потягів, у майбутньому пересадка на третю лінію                 |             |
| «Бажовська»            | невідома               | вулиця 8 Березня та Большакова | Поки зроблені 2 станційних тунелі, станційна зала та вихід будуть збудовані пізніше |             |
| «Чкаловська»           | 28 липня 2012 року     | Односклепінна глибокого закладення. Вихід до вулиці 8 Березня, Щорса, а також Південний автовокзал, ТЦ Мегаполіс                                                                           | Через затримки з поставкою ескалаторів відкрита на діючі ділянці                    |             |
| «Ботанічна»            | 28 листопада 2011 року | Колонна трипрогінна мілкого закладення. Вихід до мікрорайону Ботанічний, ТЦ Дирижабль | Є тупик для оборота потягів                                                         |             |
| «Уктуські гори»        | невідома               | мікрорайон Уктус, вулиця Похідна | буде збудований тупик для оборота потягів                                           |             |

## Перспективні лінії

Перспективна мапа Єкатеринбурзького метрополітену

За генеральним планом розвитку міста, в Єкатеринбурзькому метрополітені планується збудувати 32 станції на трьох лініях. Станом на квітень 2018 року в місті працює 9 станцій першої лінії. Ніякого будівництва нових станцій та ліній неведеться.

### Друга ліния
Проєктована лінія
| Станції                 | Дата відкриття        | Виходи | Особливості                               | Вид станції |
| ----------------------- | --------------------- | --- | ----------------------------------------- | ----------- |
| «Верх-Ісетська»         | після 2025 року       | вулиці Крауля і Танкистів | буде збудований тупик для оборота потягів |             |
| «Металургійна»          | приблизно у 2025 році | вулиці Крауля і Вікулова |                                           |             |
| «Татищівська»           | приблизно у 2025 році | вулиці Татищіва, Токарів і Мельникова |                                           |             |
| «Уральських Комунарів»  | приблизно у 2025 році | Площа Комунарів, вулиця Московська і проспект Леніна                                                                                          |                                           |             |
| «Головний проспект»     | приблизно у 2025 році | вулиця 8 Березня, Вайнера, Банківський провулок і проспект Леніна, а також площа 1905 року, Великий Златоуст, площад Малишева і Театр естради | станція пересадки                         |             |
| «Театральна»            | після 2025 року       | проспект Леніна, УрДУ, а також Оперний театр                                                                                                  |                                           |             |
| «Східна»                | після 2025 року       | вулиця Східна і проспект Леніна | станція пересадки                         |             |
| «Технічний Університет» | після 2025 року       | вулиця Мира і проспект Леніна, а також площа Кірова і УрФУ                                                                                    |                                           |             |
| «Студентська»           | після 2025 року       | |                                           |             |
| «Кам'яні намети»        | після 2025 року       | мікрорайон Комсомольський в районі Кам'яних Наметів                                                                                           | буде збудований тупик для оборота потягів |             |

### Третя лінія
Проєктована лінія
| Станція          | Дата відкриття         | Виходи                                                                           | Особливості                                                     | Вид станції |
| ---------------- | ---------------------- | -------------------------------------------------------------------------------- | --------------------------------------------------------------- | ----------- |
| «Академмістечко» | невідома               |                                                                                  | буде збудований тупик для оборота потягів                       |             |
| «Волгоградська»  | невідома               | вулиця Волгоградська, 40-я ОКЛ, а також «Мікрохірургія ока»                      |                                                                 |             |
| «Посадська»      | невідома               | вулиця Посадська                                                                 |                                                                 |             |
| «Геологічна»     | поки не експлуатується | вулиця 8 Березня, Куйбишева, а також Єкатеринбурзький цирк ім. Філатова та УрДЕУ | станція пересадки                                               |             |
| «Східна»         | невідома               | вулиця Східна і проспект Леніна                                                  | станція пересадки                                               |             |
| «Гагарінська»    | невідома               | вулиця Гагаріна                                                                  |                                                                 |             |
| «Комсомольська»  | невідома               | вулиця Комсомольська                                                             |                                                                 |             |
| «Шефська»        | невідома               | вулица Шефська                                                                   |                                                                 |             |
| «Озерна»         | невідома               | озеро Шарташ                                                                     |                                                                 |             |
| «Шарташська»     | невідома               | мікрорайон Шарташ                                                                |                                                                 |             |
| «Калинівська»    | невідома               | мікрорайон Калинівський                                                          | буде збудований тупик для оборота потягів, а також з'їзд у депо |             |

## Інші проєкти
- Спочатку планувалося будувати метро від площі Першої п'ятирічки, але проєкт реалізований не був у зв'язку з проблематичністю будівництва депо в цьому районі — з одного боку цехи Уралмаша з глибоким заляганням фундаменту і значною вагою, а з іншого — складна мережа комунальних комунікацій житлового району; будівництво депо під парканом Уралмаша було ускладнене формуванням під'їзних колій до станції метро.
- У 2007 році була ідея продовжити першу лінію на 3 нові станції мілкого залягання (можливо наземні) північніше станції «Проспект Космонавтів» у напрямку Верхньої Пишми.